# Таймырский (Долгано-Ненецкий) автономный округ

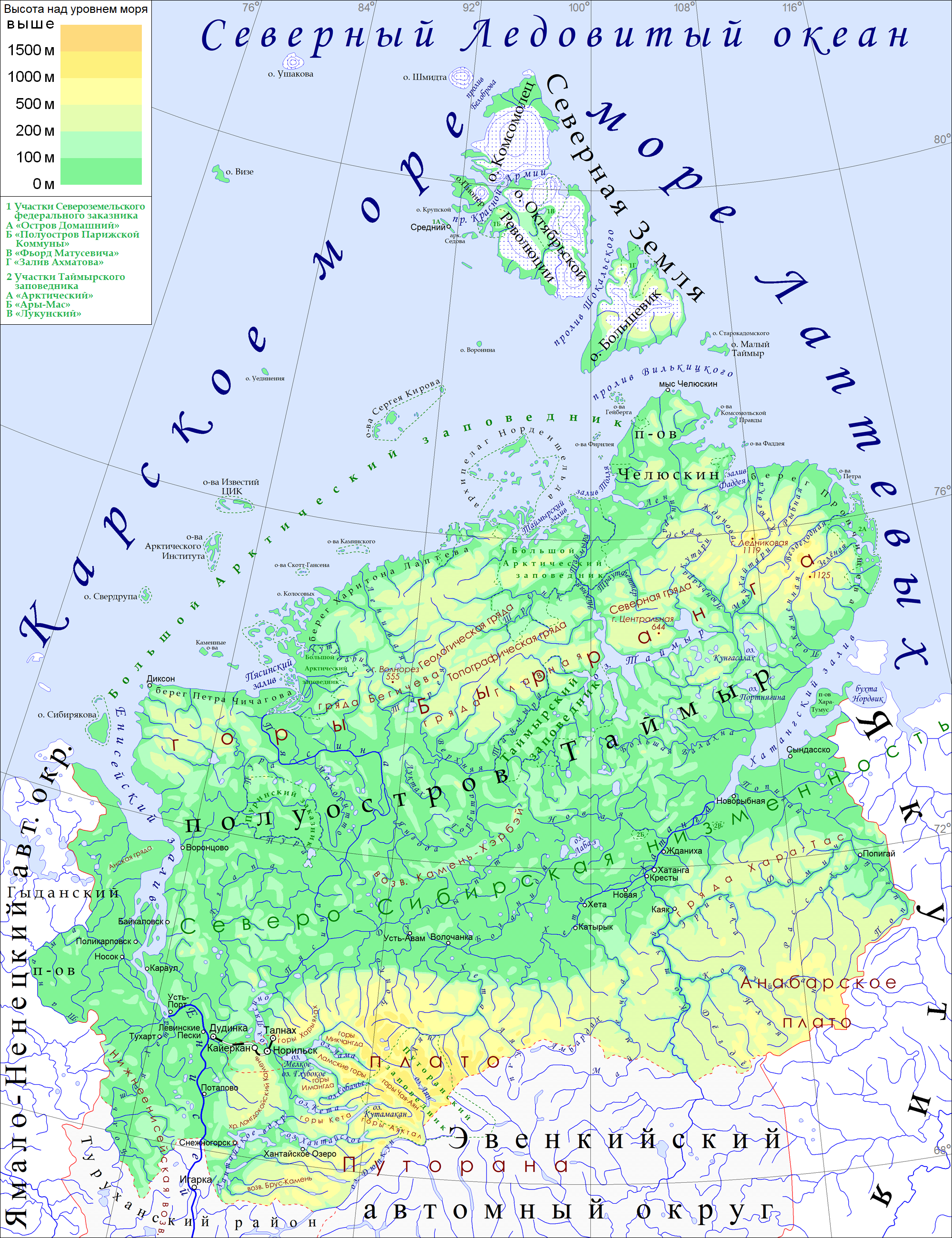
Физическая карта Таймырского (Долгано-Ненецкого) автономного округа

Таймы́рский (Долга́но-Не́нецкий) автоно́мный о́круг — бывший субъект Российской Федерации, располагавшийся на севере Восточной Сибири.
Существовал до 2007 года; с 1 января 2007 — Таймырский Долгано-Ненецкий район Красноярского края. Хотя округ и ранее входил в состав Красноярского края, однако являлся самостоятельным субъектом РФ.
Административный центр — город Дудинка (24,6 тыс. жителей в 2007 году). Расположен на территории Таймырского полуострова.

## География
Округ был единственным субъектом РФ, целиком расположенным за Северным полярным кругом. На территории бывшего округа находится самая северная материковая точка России и материка Евразия — мыс Челюскин. Крупные реки — Енисей, Хатанга.

## История
Автономный округ был создан по постановлению ВЦИК от 10 декабря 1930 года. Первоначально назывался Таймырским (Долгано-Ненецким) национальным округом и входил в Восточно-Сибирский край РСФСР. С образованием 7 декабря 1934 года Красноярского края был включён в его состав.
24 или 25 сентября 1944 года метеорологическая станция на мысе Стерлигова в заливе Толля (Карское море) была атакована морским десантом с немецкой подводной лодки U-711 и на короткое время занята.
В период между 1941 и 1946 годами[когда?]

 к округу был присоединен ряд территорий на западном берегу Хатангского залива, входящих в состав Якутской АССР (полуостров Хара-Тумус и окрестности). В 1977 году переименован в Таймырский (Долгано-Ненецкий) автономный округ. Статус самостоятельного субъекта Российской Федерации, оставаясь в административно-территориальном отношении частью Красноярского края, получил в соответствии с Федеральным договором 1992 г. Это положение было закреплено Конституцией РФ 1993 года. 1 января 2007 года автономный округ был упразднён, а территория вошла в состав Красноярского края как Таймырский Долгано-Ненецкий район.

## Объединение c Красноярским краем
Согласно результатам референдума, проведённого 17 апреля 2005 года, 1 января 2007 Таймырский (Долгано-Ненецкий) автономный округ был упразднён, а территория вошла в состав Красноярского края. На территории Таймырского (Долгано-Ненецкого) АО была образована административно-территориальная единица с особым статусом Таймырский Долгано-Ненецкий район, который составил одноимённый муниципальный район.

## Административно-территориальное деление

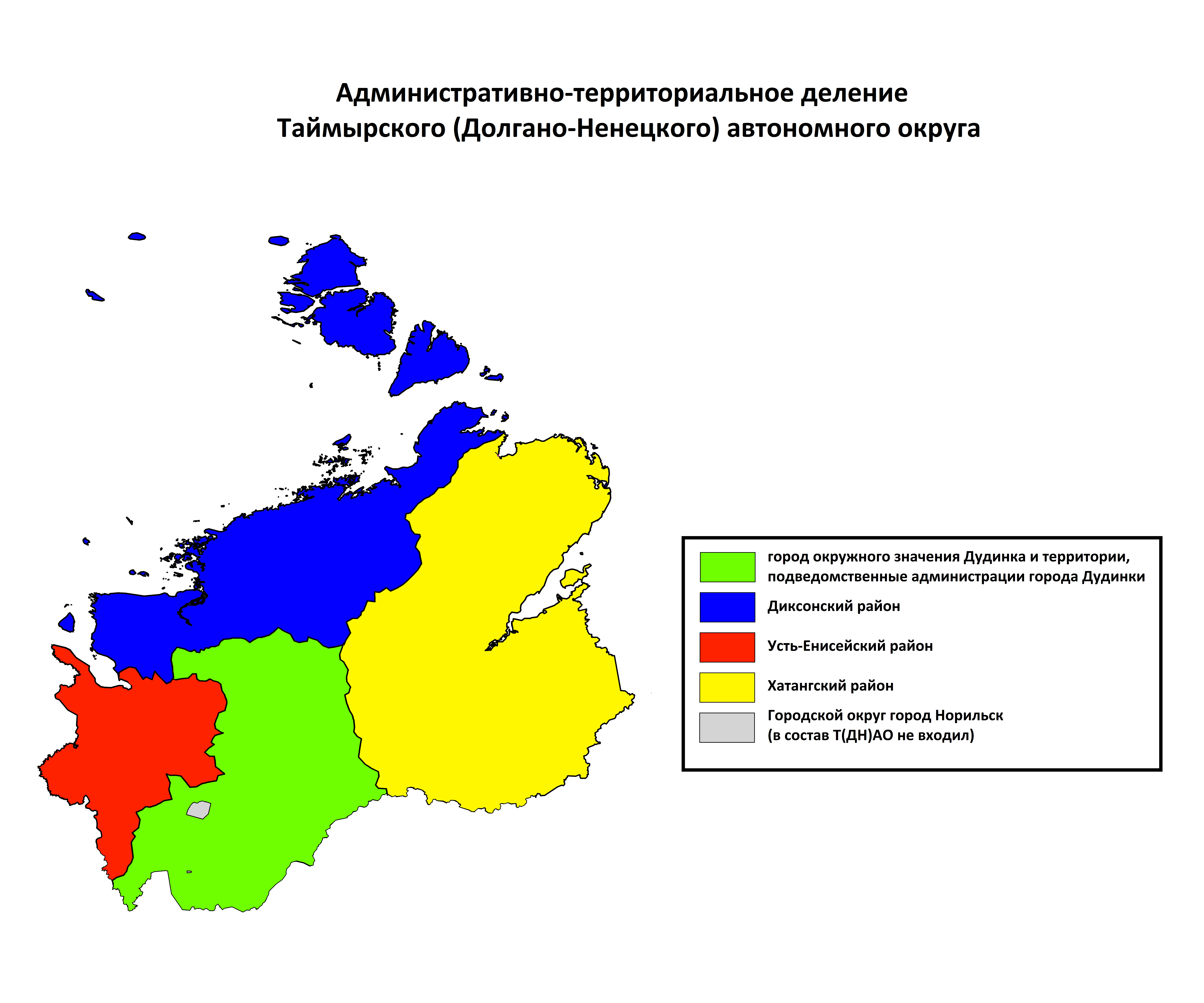
Административно-территориальное деление Таймырского (Долгано-Ненецкого) автономного округа на момент упразднения

### Административно-территориальное устройство
В Таймырский (Долгано-Ненецкий) автономный округ входили
- город окружного значения Дудинка и территории, подведомственные администрации города Дудинки;
- Диксонский район;
- Усть-Енисейский район;
- Хатангский район.

Устав Таймырского (Долгано-Ненецкого) автономного округа, принятый в 1998 году, де-юре включал в АО также территории, на которых расположены города Норильск (город краевого подчинения), Кайеркан, Талнах, посёлок Снежногорск, поселения инфраструктуры Алыкель, Валёк, Оганер, хотя де-факто в составе АО они не учитывались.
Упразднённые районы:
- Авамский район (до 1964, райцентром было село Волочанка[8])
- Дудинский район (до 1956, райцентром было село (с 1951 года город) Дудинка[8])

Постановлениями администрации Таймырского (Долгано-Ненецкого) автономного округа № 492 от 5 декабря 2000 года и от 28 декабря 2000 года № 552 официально было утверждено преобразование сельсоветов в сельские администрации. Постановление было отменено 4 января 2002 года как не соответствующее законодательству.
В 2010 году были приняты Закон об административно-территориальном устройстве и реестр административно-территориальных единиц и территориальных единиц Красноярского края, провозгласившие отсутствие сельсоветов в Таймырском Долгано-Ненецком и Эвенкийском районах как административно-территориальных единицах с особым статусом. В Таймырском Долгано-Ненецком автономном округе в границах сельских поселений были утверждены составные территориальные единицы, образованные сельскими населёнными пунктами.
Как единицы статистического учёта сельсоветы фигурировали в сборнике по результатам переписи 2002 года (часть 14. Сельские населённые пункты) наряду с сельскими администрациями.
В ОКАТО как объекты административно-территориального устройства упразднённые районы и сельсоветы выделялись до 2011 года.

### Муниципальное устройство
С 1 января 2005 года на территории округа существовали 5 муниципальных образований — 1 муниципальный район, в составе которого 2 городских поселения и 2 сельских поселения:
- Таймырский Долгано-Ненецкий муниципальный район (охватывал всю территорию округа);
  - городское поселение посёлок Диксон (в границах муниципального образования «Диксонский район»);
  - городское поселение город Дудинка (в границах муниципального образования «город Дудинка и территория, подчинённая администрации города»);
  - сельское поселение Караул (в границах муниципального образования «Усть-Енисейский район»);
  - сельское поселение Хатанга (в границах муниципального образования «Хатангский район»).

### Интересные факты
Формальное вхождение в АО города краевого подчинения Норильска и подчинённых ему населённых пунктов Кайеркана и Талнаха (позднее вошедших в его черту), а также посёлка Снежногорска, было указано в Уставе Таймырского (Долгано-Ненецкого) автономного округа, принятом в 1998 году (статья 22.1). Однако во всех переписях население Норильска и подчинённых ему населённых пунктов в составе округа не учитывалось, так как Норильск являлся краевым городом (городом краевого подчинения). При преобразовании автономного округа в район Норильск и подчинённые ему города и пгт в состав новообразованного Таймырского Долгано-Ненецкого района также не были включены. Невхождение Норильска в состав округа на муниципальном уровне было зафиксировано в 2004 году законом о наделении статусом городского округа и законом об установлении границ муниципальных образований округа.

## Население
| 1860    | 1930    | 1932    | 1933    | 1939    | 1959    | 1970    |
| ------- | ------- | ------- | ------- | ------- | ------- | ------- |
| 4122    | ↗7000   | ↗7650   | ↗8000   | ↗28 711 | ↗33 382 | ↗38 060 |
| 1975    | 1979    | 1989    | 1990    | 1991    | 1992    | 1993    |
| ↗42 000 | ↗44 108 | ↗55 111 | ↘51 867 | ↘50 764 | ↘49 308 | ↘47 091 |
| 1994    | 1995    | 1996    | 1997    | 1998    | 1999    | 2000    |
| ↘45 187 | ↘42 900 | ↘42 137 | ↘41 229 | ↘40 003 | ↘39 026 | ↘38 263 |
| 2001    | 2002    | 2003    | 2004    | 2005    | 2006    | 2007    |
| ↘38 250 | ↗39 786 | ↘39 678 | ↘39 435 | ↘39 378 | ↘38 988 | ↘38 372 |

Национальный состав:
| | перепись 1939   | перепись 1959   | перепись 1970   | перепись 1979   | перепись 1989   | перепись 2002   |
| --- | --------------- | --------------- | --------------- | --------------- | --------------- | --------------- |
| русские | 16 931 (59,0 %) | 21 799 (65,3 %) | 25 465 (66,9 %) | 30 640 (68,2 %) | 37 438 (67,1 %) | 23 348 (58,6 %) |
| долганы1 | 3971 (13,8 %)   | 3934 (11,8 %)   | 4344 (11,4 %)   | 4338 (9,7 %)    | 4939 (8,9 %)    | 5517 (13,9 %)   |
| ненцы | 2523 (8,8 %)    | 1878 (5,6 %)    | 2247 (5,9 %)    | 2345 (5,2 %)    | 2446 (4,4 %)    | 3054 (7,7 %)    |
| энцы2 | 2523 (8,8 %)    | 1878 (5,6 %)    | 2247 (5,9 %)    | 2345 (5,2 %)    | 103 (0,2 %)     | 197 (0,5 %)     |
| нганасаны3 | 2523 (8,8 %)    | 682 (2,0 %)     | 765 (2,0 %)     | 746 (1,7 %)     | 849 (1,5 %)     | 766 (1,9 %)     |
| эвенки | 563 (2,0 %)     | 412 (1,2 %)     | 413 (1,1 %)     | 338 (0,8 %)     | 311 (0,6 %)     | 305 (0,8 %)     |
| прочие | 4723 (16,5 %)   | 4677 (14,0 %)   | 4826 (12,7 %)   | 6546 (14,6 %)   | 9717 (17,4 %)   | 6629 (16,7 %)   |
| Примечания: 1. В 1939 и 1959 годах долганы считались вместе с якутами. 2. В 1939, 1959, 1970 и 1979 годах энцы считались вместе с ненцами. 3. В 1939 году нганасаны считались вместе с ненцами. |                 |                 |                 |                 |                 |                 |